# 横山不動尊
横山不動尊（よこやまふどうそん）は、宮城県登米市津山町にある曹洞宗の仏教寺院である。寺号は大徳寺。

## 概要
伝承によれば、当寺は1156年（保元元年）百済から流れついた仏像を祀って建てられた小堂（現・奥之院）が始まりで、開基は橘知禅と伝えられている。不動堂は津山杉がうっそうと茂る山麓に建つ。本尊は空海（弘法大師）の作の伝承をもつ純金製、高さ5cmほどの不動明王像で、木造の不動明王像の胎内に安置されている。この本尊は12年に一度、酉年に開帳される。仁王門には金剛力士（仁王）像、楼上に十六羅漢像が安置されており扁額の「白魚山」の揮毫は幕末の三舟の一人として知られる山岡鉄舟による。4月27、28日に春季大祭典、10月28日に秋季大祭典が開催される。

## 文化財

### 木造不動明王坐像
「横山不動」の名で当地方で広く信仰を集めている。丈六の巨像で像高275cm。平安時代、奥州藤原氏の勢力下で作製された。正中線と側面中央で矧ぎ合わせた4材から彫出した
カツラ材寄木造。部材の改変は少なく、両手指のほとんどまで製作時の様相をとどめており、右手に持つ宝剣も当初のものとみられる。1997年（平成9年）6月30日、重要文化財に指定された。

### 横山のウグイ生息地
当寺境内の池は、約400年前に造成された。東西30m、南北15m、周囲80m程の楕円形で、水深1～1.5m位で底は砂泥質である。湧水なので四季を通じて水温に変化が少なく、多数のウグイ（コイ科）が生息している。これは不動尊の使いとされ、参詣者から餌を与えられ愛護されてきた。1935年（昭和10年）8月27日、国の天然記念物に指定された。池に続く久保川・中川・寺川流域も指定地域になっている。産卵期には雄の腹部が赤くなるのでアカハラと呼ばれており、繁殖期にこれらの川に出て産卵する。

### 青銅五重塔
基座166.7cm、354.5cm、地上総高536.4cm、墓高さ195.4cm。屋根を別々に鋳造し組合わせたもので、塔身は中空。青銅五重塔でこの様に大きいものは珍しい。墓碑は頂上に偏平な宝珠をのせ、正面は地蔵を浮彫にしている。鋳造は仙台の高田定四郎慈延、早山八郎一次が担当している。1765年（明和2年）の作とされる。1957年1月16日、宮城県の有形文化財に指定された。

### 市指定天然記念物
1994年4月1日、イチョウ、杉、カシが当時の津山町の天然記念物に指定された。

## ギャラリー

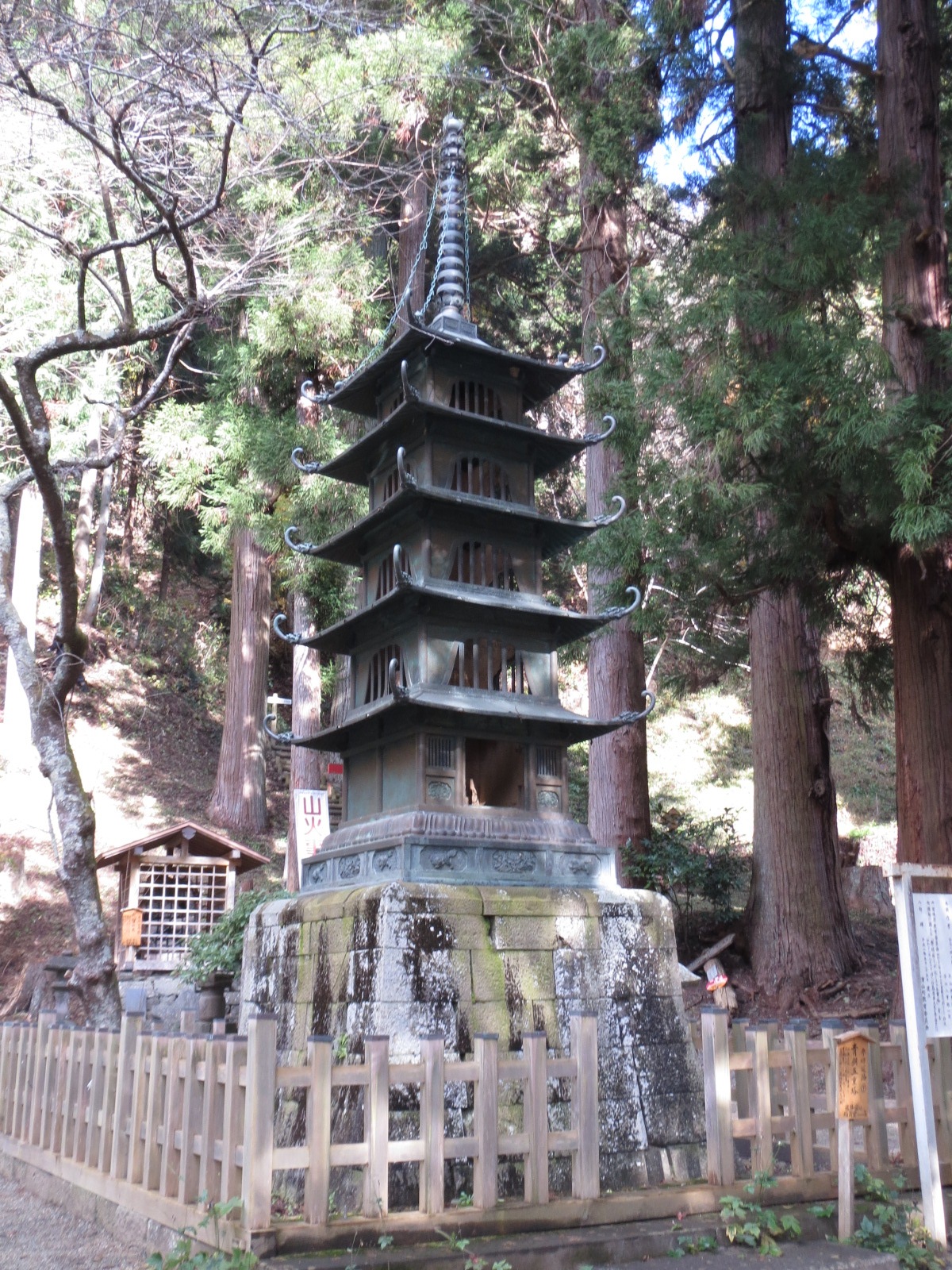
青銅五重塔
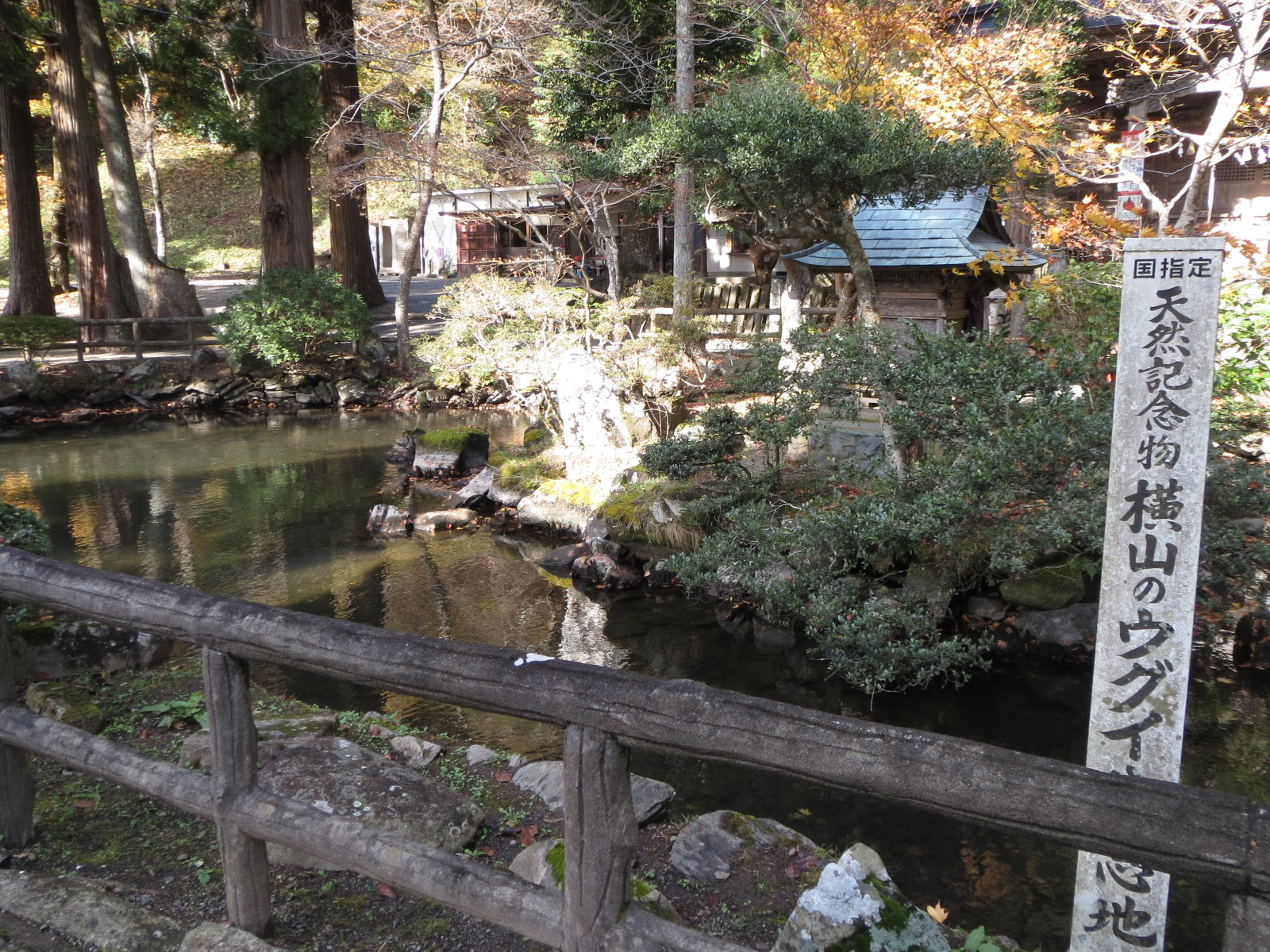
横山のウグイの池
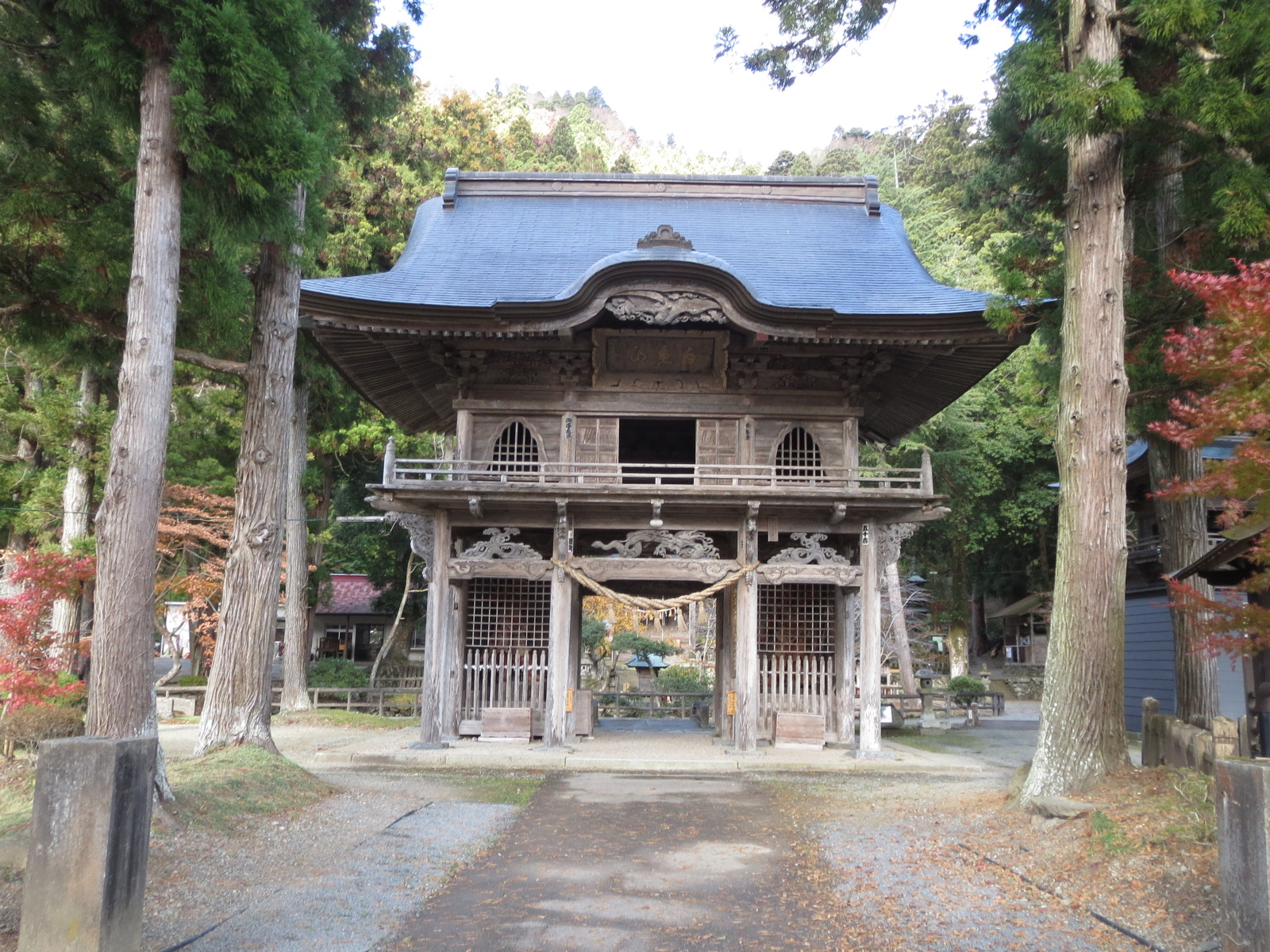
山門
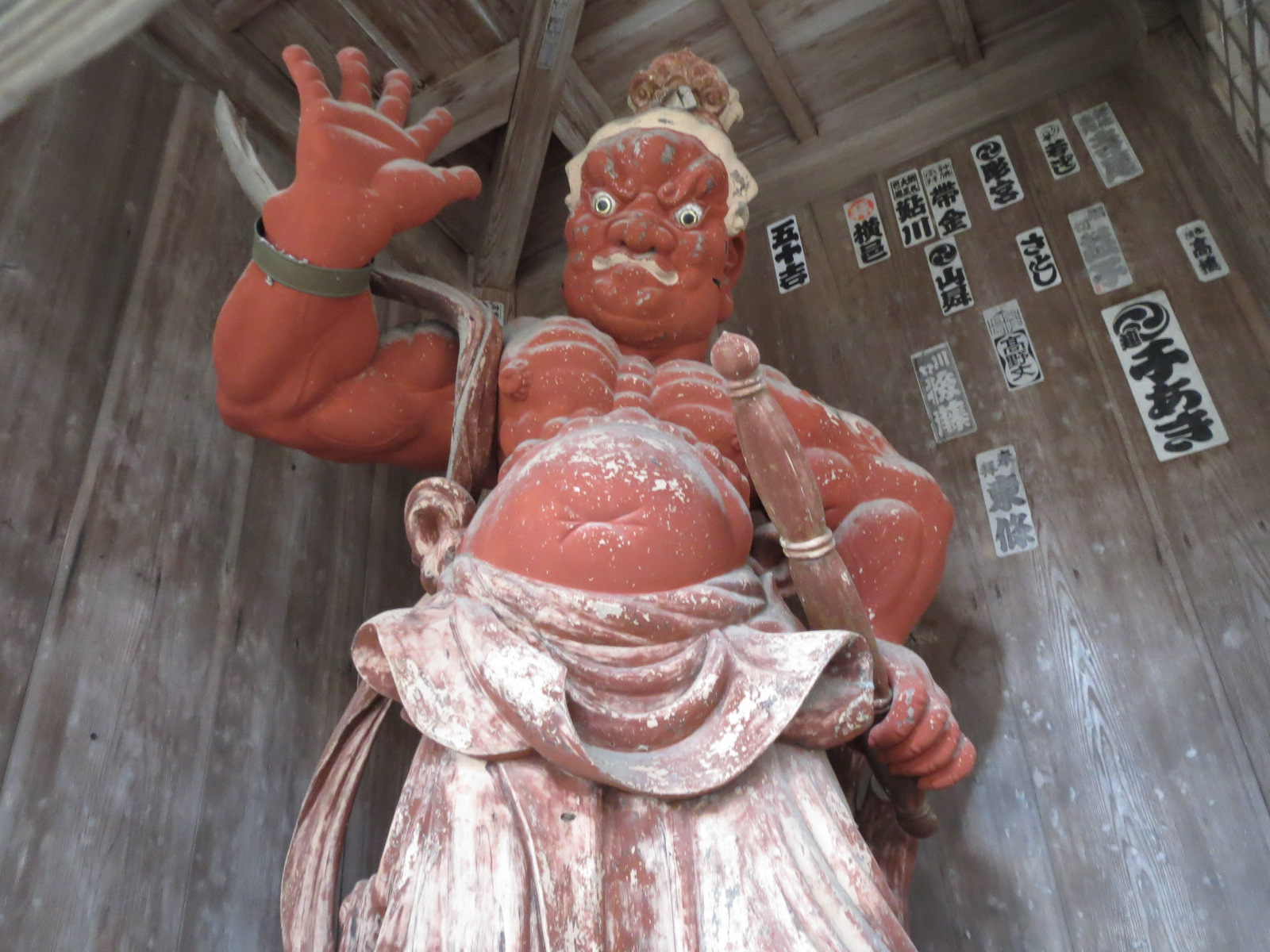
仁王像

## 交通アクセス
- 鉄道 : BRT気仙沼線・陸前横山駅から徒歩8分。
- 自動車 : 三陸沿岸道路・桃生津山ICより国道45号を経由し10分。